# Phénakistiscope
Le phénakistiscope (mot formé du grec phenaxakos, « trompeur », et skopein, « examiner ») est un jouet optique donnant l'illusion du mouvement attribué à la persistance rétinienne. Il a été inventé par le Belge Joseph Plateau en 1832.
Il comporte un disque en carton, percé de dix à douze fentes, sur lequel un mouvement est décomposé en une séquence d'images fixes, et un manche permettant son maintien pendant sa rotation. Pour percevoir le mouvement, le spectateur se place en face d'un miroir et met ses yeux au niveau des fentes du disque, du côté opposé aux dessins. Il fait ensuite tourner le carton. Les fentes servent d'obturateur en ne laissant apparaître l'image reflétée dans le miroir qu'un très court instant. L'œil voit donc une seule image, qui semble être en mouvement lorsque le disque tourne à une vitesse suffisante.

## Illustration animée
Le "rendu" des animations produites par le phénakistiscope a constitué, au moment de son invention et de sa découverte par le public, un formidable progrès. Il n'en demeure pas moins que ces animations comportent de nombreux défauts : manque de luminosité et surtout flou (ou plus exactement flou cinétique ou filé latéral de l'image) : en fait, dans le phénakistiscope (comme dans le zootrope), la luminosité se trouve en concurrence avec la netteté, c.-à-d. que plus on veut de clarté pour l'image (plus les créneaux sont larges) et plus l'image est floue. La captation vidéo ci-dessous (à lire en boucle) montre bien ce flou latéral.
Par contre, les animations .gif ci-dessous offrent un rendu meilleur que dans la réalité du phénakistiscope car ces animations .gif sont constituées d'une série d'images fixes qui sont affichées à intervalle régulier pendant une durée fixe (procédé très proche du cinéma) alors que dans le phénakistiscope, le disque est en mouvement et l'image vue à travers la fente subit nécessairement un net flou cinétique.

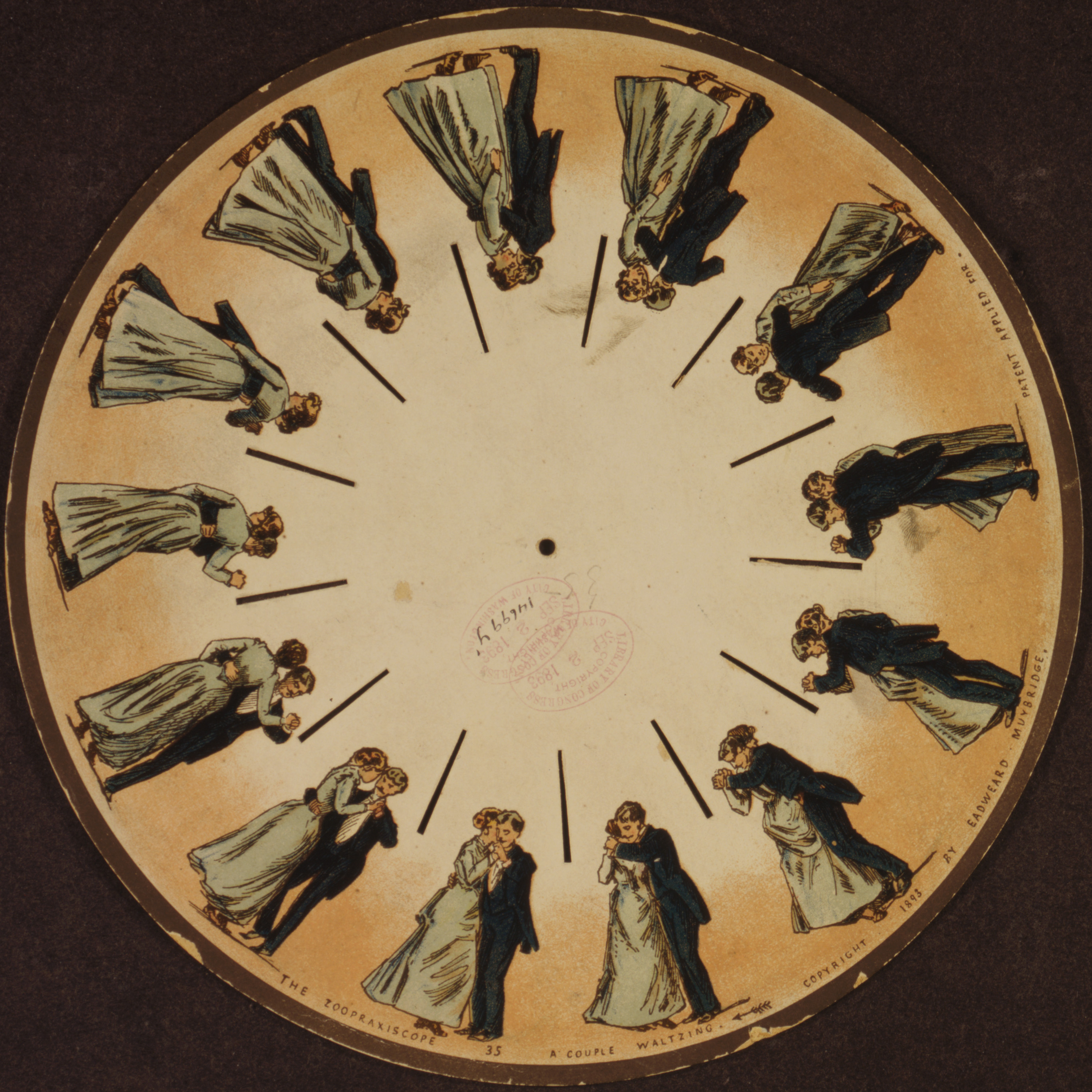
Disque de phénakistiscope réalisé par Eadweard Muybridge (1893).
Disque en rotation.
Couple valsant tel qu'il apparaissait pour un spectateur regardant le miroir.
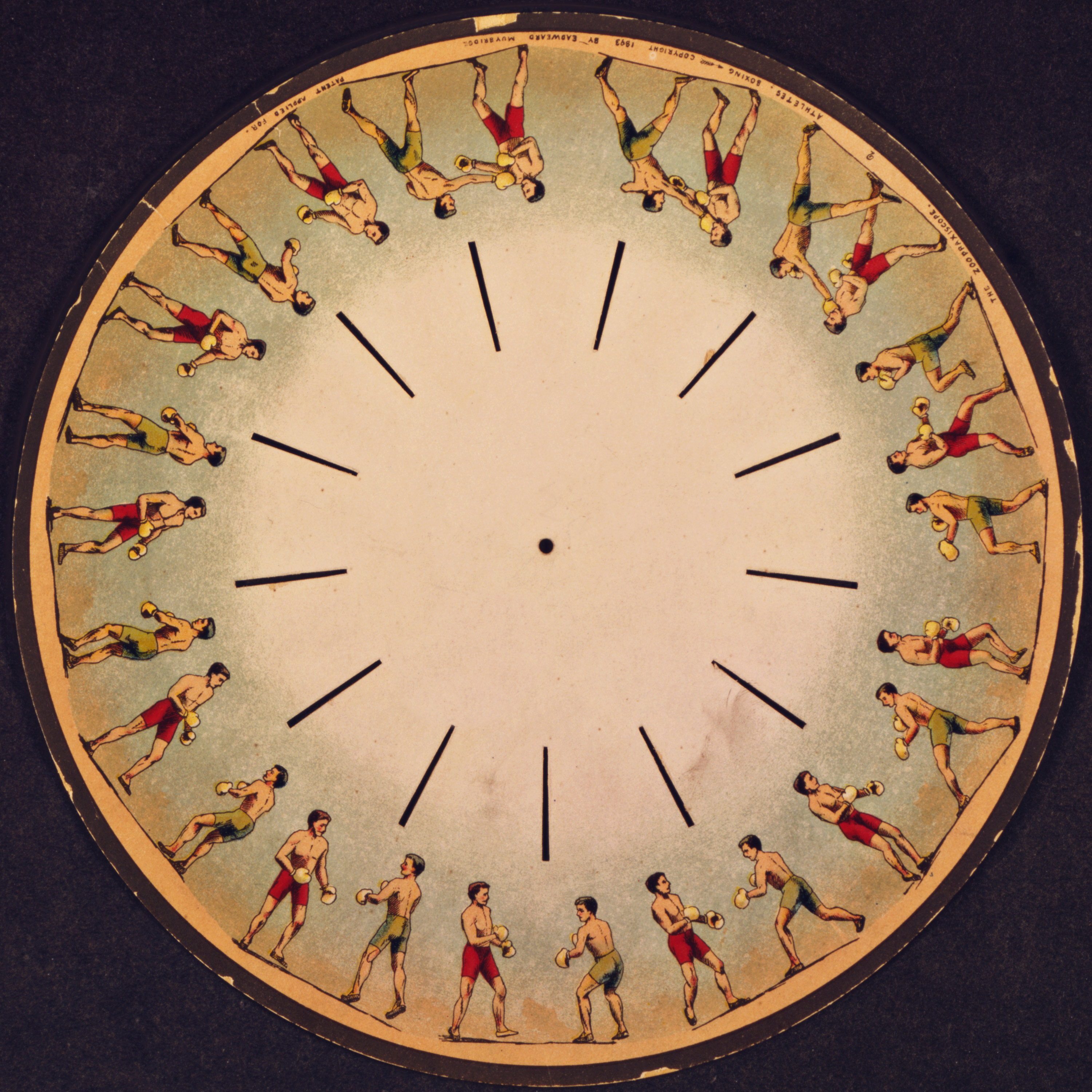
Disque de phénakistiscope réalisé par Eadweard Muybridge (1893).
Disque en rotation.
Boxeurs tels qu'ils apparaissaient pour un spectateur regardant le miroir.
Disque de phénakistiscope animé (16 sections, intervalle de temps 0,10 s) - Rats fuyants, Fantascope de Thomas Mann Baynes (en), 1833. Fabriqué à Londres (Grande-Bretagne) en 1833. Fabricant : Rodolphe Ackermann. Diamètre : 25,7 cm (10,1 in).
Disque de "fantascope" de THOMAS TALBOT BURY (1811-1877)
Gros plan de l'animation précédente.
- Captation vidéo du fonctionnement d'un phénakistiscope

## Autres précurseurs du cinéma
Le zootrope et le praxinoscope utilisent le même principe d'animation cyclique, mais étant mécaniquement différents, ils peuvent être visionnés à plusieurs : 
- le zootrope de William George Horner est un tambour tournant avec fentes datant de 1834 (il ne nécessite pas de miroir) ;
- le praxinoscope d'Émile Reynaud, de 1877, est un tambour sans fentes comportant en son centre un prisme à facettes de miroirs. Il fonctionne sans obturation et, de ce fait, se montre très lumineux (beaucoup plus que phénakistiscopes et zootropes). En présentant successivement chaque image quasiment arrêtée[2], il en donne une bonne définition et permet une meilleure perception des mouvements. Il est le premier appareil de ce type disposant d'un brevet.